# San Jose (Batangas)
San Jose é um município de  primeira classe de renda municipal (d) na província Batangas, nas Filipinas. De acordo com o censo de 1 de maio  de  2020 possui uma população de 79 868 pessoas e 20 518 domicílios.